# NBA-Draft 1957
Der NBA-Draft 1957 war eine Veranstaltung der nordamerikanischen Basketballliga NBA, bei der die Teams der Liga die Rechte an verfügbaren Nachwuchsspielern erwerben konnten. Meistens kommen die gedrafteten Spieler direkt vom College, aber auch aus Ligen außerhalb Nordamerikas und früher auch von der High School.
Der Draft fand am 17. April 1957 vor der Saison 1957/1958 in St. Louis statt. Acht NBA-Teams wählten abwechselnd in 14 Runden aus 83 Amateur US-College-Basketball-Spieler ihre Neuzugänge.

## Draft
| Runde | Pick | Spieler           | Position | Nationalität       | Team                                          | College          |
| ----- | ---- | ----------------- | -------- | ------------------ | --------------------------------------------- | ---------------- |
| 1     | 1    | Rod Hundley       | G        | Vereinigte Staaten | Cincinnati Royals (nach Minneapolis getradet) | West Virginia    |
| 1     | 2    | Charlie Tyra      | F/C      | Vereinigte Staaten | Detroit Pistons (nach New York getradet)      | Louisville       |
| 1     | 3    | Jim Krebs         | F/C      | Vereinigte Staaten | Minneapolis Lakers                            | SMU              |
| 1     | 4    | Win Wilfong       | G/F      | Vereinigte Staaten | St. Louis Hawks                               | Memphis State    |
| 1     | 5    | Brendan McCann    | G        | Vereinigte Staaten | New York Knicks                               | St. Bonaventure  |
| 1     | 6    | Lennie Rosenbluth | F        | Vereinigte Staaten | Philadelphia Warriors                         | North Carolina   |
| 1     | 7    | George Bon Salle  | F        | Vereinigte Staaten | Syracuse Nationals                            | Illinois         |
| 1     | 8    | Sam Jones         | G/F      | Vereinigte Staaten | Boston Celtics                                | NC Central       |
| 2     | 9    | Dick Duckett      | G        | Vereinigte Staaten | Cincinnati Royals                             | St. John’s       |
| 2     | 10   | Bob McCoy         | F        | Vereinigte Staaten | Detroit Pistons                               | Grambling        |
| 2     | 11   | Harv Schmidt      | F        | Vereinigte Staaten | Minneapolis Lakers                            | Illinois         |
| 2     | 12   | Jim Palmer        | F/C      | Vereinigte Staaten | St. Louis Hawks                               | Dayton           |
| 2     | 13   | Larry Friend      | G/F      | Vereinigte Staaten | New York Knicks                               | California       |
| 2     | 14   | Jack Sullivan     | F        | Vereinigte Staaten | Philadelphia Warriors                         | Mount St. Mary’s |
| 2     | 15   | Jim Morgan        | G        | Vereinigte Staaten | Syracuse Nationals                            | Louisville       |
| 2     | 16   | Dick O’Neal       | F        | Vereinigte Staaten | Boston Celtics                                | TCU              |